# José Bel
José Bel (Imbituva, 14 de setembro de 1941) é um médico e político brasileiro. 
Filho de Reinaldo Bel e de Leonor Alessi Bel. Casou com Jeane Maria das Graças Bel.
Foi candidato a deputado estadual para a Assembleia Legislativa de Santa Catarina (ALESC) nas eleições de 1986, pelo Partido Democrático Trabalhista (PDT), recebendo 5.192 votos. Ficando primeiro suplente de seu partido, foi convocado à 11ª Legislatura (1987-1991), tomou posse e foi deputado constituinte de 1988.